# Persijap Japara
Persijap Japara is een Indonesische voetbalclub uit de stad Japara in Midden-Java. De club werd in 1930 opgericht als Yapara Voetbal Clube (Y.V.C) en was twee jaar later een van de stichtende leden van de PSSI, de eerste voetbalbond van het toenmalige Nederlands Oost-Indië.
De club was vrij succesvol in de Perserikatan, de Indonesische competitie die sterk regionaal verdeeld werd en via eindrondes beslecht werd. Sinds 1994 speelt de club in de professionele competitie van Indonesië, die het in 2001 voor het eerst kon winnen.
In seizoen 2011/12 werd de club getraind door Jurrie Koolhof.

## Erelijst
Landskampioen
2001
Perserikatan
1931, 1933, 1934, 1938, 1954, 1964, 1971, 1972, 1973, 1979